# Primera División de España 1998-99
La temporada 1998-99 de la Primera División de España de fútbol corresponde a la 68.ª edición de este campeonato. Se disputó entre el 29 de agosto de 1998 y el 20 de junio de 1999. Última temporada con la promoción de ascenso y descenso, a partir de la siguiente los tres últimos clasificados descienden directamente a segunda división.
El F. C. Barcelona se proclamó campeón por segunda temporada consecutiva. Tras el descenso en la temporada anterior del Sporting de Gijón marcando un récord negativo de puntos aún vigente, la ciudad de Gijón no albergó partidos de la máxima categoría tras 21 años consecutivos haciéndolo, iniciando así una larga crisis del equipo asturiano que tardaría una década en volver a la élite.

## Equipos participantes y estadios
Veinte equipos tomaron parte este año, entre ellos un debutante, el Villarreal Club de Fútbol, tras lograr el ascenso en la promoción la pasada temporada.
| Equipo                           | Ciudad                 | Estadio                       |
| -------------------------------- | ---------------------- | ----------------------------- |
| Deportivo Alavés                 | Vitoria                | Mendizorroza                  |
| Athletic Club                    | Bilbao                 | San Mamés                     |
| Club Atlético de Madrid          | Madrid                 | Vicente Calderón              |
| Fútbol Club Barcelona            | Barcelona              | Camp Nou                      |
| Real Betis Balompié              | Sevilla                | Benito Villamarín             |
| Real Club Celta de Vigo          | Vigo (Pontevedra)      | Estadio Municipal de Balaídos |
| Real Club Deportivo de La Coruña | La Coruña              | Riazor                        |
| Real Club Deportivo Espanyol     | Barcelona              | Olímpico de Montjuïc          |
| Club de Fútbol Extremadura       | Almendralejo (Badajoz) | Francisco de la Hera          |
| Real Club Deportivo Mallorca     | Palma de Mallorca      | Lluís Sitjar                  |
| Real Oviedo Club de Fútbol       | Oviedo                 | Carlos Tartiere               |
| Real Racing Club de Santander    | Santander              | El Sardinero                  |
| Real Madrid Club de Fútbol       | Madrid                 | Santiago Bernabeu             |
| Real Sociedad de Fútbol          | San Sebastián          | Anoeta                        |
| Unión Deportiva Salamanca        | Salamanca              | Helmántico                    |
| Club Deportivo Tenerife          | Santa Cruz de Tenerife | Heliodoro Rodríguez López     |
| Valencia Club de Fútbol          | Valencia               | Mestalla                      |
| Real Valladolid Club de Fútbol   | Valladolid             | José Zorrilla                 |
| Villarreal Club de Fútbol        | Villarreal (Castellón) | El Madrigal                   |
| Real Zaragoza                    | Zaragoza               | La Romareda                   |

Esta fue la última temporada que el Real Mallorca jugó en el Estadio Lluís Sitjar, trasladándose a Son Moix a partir de la próxima campaña.

## Sistema de competición
La Primera División de España 1998/99 fue organizada por la Liga Nacional de Fútbol Profesional (LFP), aunque la Real Federación Española de Fútbol fue la responsable de la justicia deportiva y de designar a los árbitros de cada encuentro.
Como en temporadas precedentes, constaba de un grupo único integrado por veinte clubes de toda la geografía española. Siguiendo un sistema de liga, los veinte equipos se enfrentaron todos contra todos en dos ocasiones -una en campo propio y otra en campo contrario- sumando un total de 38 jornadas. El orden de los encuentros se decidió por sorteo antes de empezar la competición.
La clasificación final se estableció con arreglo a los puntos obtenidos en cada enfrentamiento, a razón de tres por partido ganado, uno por empatado y ninguno en caso de derrota. Los mecanismos para desempatar la clasificación, si al finalizar el campeonato dos equipos igualaban a puntos, fueron los siguientes:
1. El que tuviera una mayor diferencia entre goles a favor y en contra en los enfrentamientos entre ambos.
2. Si persiste el empate, el que tuviera la mayor la diferencia de goles a favor y en contra en todos los encuentros del campeonato.

En caso de empate a puntos entre tres o más clubes, los sucesivos mecanismos de desempate previstos por el reglamento fueron los siguientes: 
1. La mejor puntuación de la que a cada uno corresponda a tenor de los resultados de los partidos jugados entre sí por los clubes implicados.
2. La mayor diferencia de goles a favor y en contra, considerando únicamente los partidos jugados entre sí por los clubes implicados.
3. La mayor diferencia de goles a favor y en contra teniendo en cuenta todos los encuentros del campeonato.
4. El mayor número de goles a favor teniendo en cuenta todos los encuentros del campeonato.

### Efectos de la clasificación
El equipo que más puntos sumó al final del campeonato fue proclamado campeón de liga. Esta temporada hubo substanciales cambios en las clasificaciones para competiciones europeas, debido a la remodelación de los torneos de la UEFA de cara a la próxima temporada; básicamente, con la desaparición de la Recopa de Europa y la ampliación de la Liga de Campeones. La liga española pasa de dos a cuatro representantes en el máximo torneo continental, repartiéndose los cupos del siguiente modo: el campeón y subcampeón de liga acceden directamente a la fase de grupos y el tercer y cuarto clasificado disputa la fase previa.
Debido a la desaparición de Recopa, a partir de esta temporada el campeón de la Copa del Rey disputa la próxima edición de la Copa de la UEFA. De este modo, la clasificación liguera pasa a determinar dos cupos para la Copa de la UEFA, y no tres como hasta la fecha.
Los dos equipos mejor clasificados que no accedieron a la Liga de Campeones ni a la Copa de la UEFA pudieron participar en la Copa Intertoto de la UEFA, torneo clasificatorio para la Copa de la UEFA.
Los dos últimos equipos descendieron a Segunda División, siendo reemplazados la próxima temporada por el campeón y el subcampeón de la categorías de plata. Por su parte, los clasificados en los puestos 17.º y 18.º disputaron una promoción de permanencia con el tercer y cuarto clasificado de la Segunda.

## Clasificación
| Pos. | Equipo              | Pts. | PJ | G  | E  | P  | GF | GC | Dif. | Clasificación |
| ---- | ------------------- | ---- | -- | -- | -- | -- | -- | -- | ---- | ------------- |
| 1    | Barcelona (C)       | 79   | 38 | 24 | 7  | 7  | 87 | 43 | +44  |               |
| 2    | Real Madrid         | 68   | 38 | 21 | 5  | 12 | 77 | 62 | +15  |               |
| 3    | Mallorca            | 66   | 38 | 20 | 6  | 12 | 48 | 31 | +17  |               |
| 4    | Valencia            | 65   | 38 | 19 | 8  | 11 | 63 | 39 | +24  |               |
| 5    | Celta de Vigo       | 64   | 38 | 17 | 13 | 8  | 69 | 41 | +28  |               |
| 6    | Deportivo La Coruña | 63   | 38 | 17 | 12 | 9  | 55 | 43 | +12  |               |
| 7    | Espanyol            | 61   | 38 | 16 | 13 | 9  | 49 | 38 | +11  |               |
| 8    | Athletic Club       | 60   | 38 | 17 | 9  | 12 | 53 | 47 | +6   |               |
| 9    | Real Zaragoza       | 57   | 38 | 16 | 9  | 13 | 57 | 46 | +11  |               |
| 10   | Real Sociedad       | 54   | 38 | 14 | 12 | 12 | 47 | 43 | +4   |               |
| 11   | Real Betis          | 49   | 38 | 14 | 7  | 17 | 47 | 58 | −11  |               |
| 12   | Real Valladolid     | 48   | 38 | 13 | 9  | 16 | 35 | 44 | −9   |               |
| 13   | Atlético de Madrid  | 46   | 38 | 12 | 10 | 16 | 54 | 50 | +4   |               |
| 14   | Real Oviedo         | 45   | 38 | 11 | 12 | 15 | 41 | 57 | −16  |               |
| 15   | Racing de Santander | 42   | 38 | 10 | 12 | 16 | 41 | 53 | −12  |               |
| 16   | Alavés              | 40   | 38 | 11 | 7  | 20 | 36 | 63 | −27  |               |
| 17   | Extremadura (D)     | 39   | 38 | 9  | 12 | 17 | 27 | 53 | −26  |               |
| 18   | Villarreal (D)      | 36   | 38 | 8  | 12 | 18 | 47 | 63 | −16  |               |
| 19   | Tenerife (D)        | 34   | 38 | 7  | 13 | 18 | 41 | 63 | −22  |               |
| 20   | Salamanca (D)       | 27   | 38 | 7  | 6  | 25 | 29 | 66 | −37  |               |

 Fuente: BDFutbol
|                         |
|                         |
| Campeón F. C. Barcelona |
| 16.º título             |

|  | Clasificado para la fase de grupos de la Liga de Campeones de la UEFA 1999-2000.                  |
|  | Clasificado para la tercera ronda previa (play-off) de la Liga de Campeones de la UEFA 1999-2000. |
|  | Clasificado para la segunda ronda previa (play-off) de la Copa de la UEFA 1999-2000.              |
|  | Clasificado para la tercera ronda de la Copa Intertoto de la UEFA 1999.                           |
|  | Promoción por la permanencia                                                                      |
|  | Descendido a la Segunda División 1999-2000                                                        |

### Evolución de la clasificación
| Equipo / Jornada | 1  | 2  | 3  | 4  | 5  | 6  | 7  | 8  | 9  | 10 | 11 | 12 | 13 | 14 | 15 | 16 | 17 | 18 | 19 | 20 | 21 | 22 | 23 | 24 | 25 | 26 | 27 | 28 | 29 | 30 | 31 | 32 | 33 | 34 | 35 | 36 | 37 | 38 |
| Equipo / Jornada |    |    |    |    |    |    |    |    |    |    |    |    |    |    |    |    |    |    |    |    |    |    |    |    |    |    |    |    |    |    |    |    |    |    |    |    |    |    |
| ---------------- | -- | -- | -- | -- | -- | -- | -- | -- | -- | -- | -- | -- | -- | -- | -- | -- | -- | -- | -- | -- | -- | -- | -- | -- | -- | -- | -- | -- | -- | -- | -- | -- | -- | -- | -- | -- | -- | -- |
| Barcelona        | 8  | 6  | 6  | 7  | 3  | 6  | 4  | 3  | 4  | 2  | 3  | 6  | 8  | 10 | 9  | 7  | 5  | 3  | 1  | 1  | 1  | 1  | 1  | 1  | 1  | 1  | 1  | 1  | 1  | 1  | 1  | 1  | 1  | 1  | 1  | 1  | 1  | 1  |
| Real Madrid      | 1  | 1  | 1  | 1  | 2  | 1  | 2  | 1  | 2  | 4  | 4  | 3  | 4  | 3  | 3  | 3  | 6  | 4  | 6  | 5  | 3  | 5  | 6  | 7  | 6  | 6  | 5  | 4  | 5  | 3  | 5  | 4  | 5  | 3  | 3  | 2  | 3  | 2  |
| Mallorca         | 7  | 3  | 2  | 3  | 4  | 3  | 1  | 2  | 1  | 3  | 1  | 1  | 1  | 1  | 1  | 1  | 1  | 2  | 5  | 3  | 5  | 2  | 2  | 2  | 4  | 4  | 6  | 6  | 4  | 6  | 3  | 3  | 2  | 2  | 2  | 4  | 2  | 3  |
| Valencia         | 4  | 9  | 5  | 9  | 13 | 16 | 12 | 6  | 5  | 5  | 5  | 7  | 5  | 4  | 4  | 4  | 4  | 5  | 3  | 2  | 4  | 4  | 5  | 3  | 2  | 2  | 3  | 2  | 3  | 4  | 6  | 5  | 3  | 5  | 6  | 5  | 6  | 4  |
| Celta            | 10 | 12 | 15 | 13 | 7  | 5  | 3  | 4  | 3  | 1  | 2  | 2  | 3  | 2  | 2  | 2  | 2  | 1  | 2  | 4  | 2  | 3  | 3  | 4  | 3  | 3  | 2  | 3  | 2  | 2  | 2  | 2  | 4  | 4  | 4  | 3  | 4  | 5  |
| Deportivo        | 9  | 5  | 13 | 6  | 9  | 7  | 6  | 7  | 8  | 11 | 7  | 5  | 2  | 5  | 5  | 8  | 12 | 9  | 7  | 6  | 6  | 6  | 4  | 5  | 5  | 5  | 4  | 5  | 6  | 5  | 4  | 6  | 6  | 6  | 5  | 6  | 5  | 6  |
| Espanyol         | 3  | 10 | 12 | 15 | 18 | 18 | 18 | 19 | 16 | 12 | 14 | 17 | 17 | 17 | 16 | 13 | 13 | 14 | 14 | 13 | 13 | 12 | 12 | 13 | 14 | 15 | 14 | 13 | 10 | 9  | 10 | 10 | 10 | 10 | 8  | 7  | 7  | 7  |
| Athletic Club    | 19 | 8  | 4  | 8  | 12 | 9  | 10 | 12 | 15 | 18 | 15 | 11 | 11 | 8  | 8  | 6  | 7  | 7  | 8  | 7  | 7  | 8  | 7  | 6  | 7  | 7  | 7  | 7  | 7  | 7  | 7  | 8  | 8  | 7  | 7  | 9  | 8  | 8  |
| Zaragoza         | 2  | 2  | 3  | 2  | 1  | 2  | 5  | 8  | 6  | 9  | 9  | 8  | 7  | 9  | 11 | 9  | 9  | 8  | 10 | 12 | 12 | 13 | 10 | 9  | 9  | 9  | 9  | 8  | 9  | 10 | 9  | 7  | 9  | 8  | 10 | 10 | 9  | 9  |
| R. Sociedad      | 5  | 11 | 16 | 20 | 17 | 15 | 11 | 15 | 10 | 13 | 16 | 12 | 9  | 12 | 10 | 11 | 8  | 10 | 9  | 10 | 10 | 11 | 9  | 8  | 8  | 8  | 8  | 9  | 8  | 8  | 8  | 9  | 7  | 9  | 9  | 8  | 10 | 10 |
| Betis            | 14 | 17 | 19 | 19 | 19 | 19 | 20 | 16 | 18 | 15 | 13 | 9  | 12 | 14 | 13 | 12 | 10 | 12 | 12 | 11 | 11 | 10 | 13 | 11 | 11 | 11 | 11 | 12 | 13 | 12 | 11 | 12 | 11 | 12 | 11 | 11 | 11 | 11 |
| Valladolid       | 11 | 14 | 17 | 10 | 15 | 10 | 14 | 10 | 9  | 6  | 11 | 14 | 15 | 13 | 15 | 16 | 16 | 16 | 16 | 16 | 16 | 16 | 16 | 15 | 15 | 13 | 12 | 10 | 12 | 11 | 12 | 11 | 12 | 11 | 12 | 12 | 12 | 12 |
| Atlético         | 18 | 7  | 7  | 4  | 6  | 4  | 9  | 5  | 7  | 10 | 6  | 4  | 6  | 6  | 7  | 5  | 3  | 6  | 4  | 8  | 8  | 9  | 11 | 12 | 12 | 12 | 13 | 14 | 14 | 14 | 14 | 13 | 14 | 15 | 15 | 15 | 14 | 13 |
| Oviedo           | 6  | 4  | 8  | 11 | 5  | 11 | 13 | 14 | 11 | 7  | 10 | 13 | 10 | 7  | 6  | 10 | 11 | 11 | 11 | 9  | 9  | 7  | 8  | 10 | 10 | 10 | 10 | 11 | 11 | 13 | 13 | 14 | 13 | 13 | 13 | 14 | 13 | 14 |
| Racing           | 15 | 18 | 14 | 16 | 10 | 8  | 7  | 9  | 12 | 8  | 8  | 10 | 14 | 15 | 14 | 15 | 14 | 15 | 15 | 15 | 14 | 15 | 15 | 14 | 13 | 14 | 15 | 15 | 15 | 15 | 15 | 15 | 15 | 14 | 14 | 13 | 15 | 15 |
| Alavés           | 12 | 15 | 11 | 5  | 8  | 13 | 16 | 18 | 17 | 19 | 17 | 18 | 18 | 19 | 17 | 18 | 17 | 17 | 18 | 19 | 19 | 19 | 18 | 18 | 17 | 17 | 17 | 17 | 17 | 17 | 16 | 16 | 16 | 16 | 16 | 16 | 17 | 16 |
| Extremadura      | 13 | 16 | 18 | 18 | 20 | 20 | 19 | 20 | 20 | 20 | 20 | 19 | 20 | 20 | 20 | 19 | 19 | 19 | 20 | 18 | 20 | 20 | 19 | 19 | 20 | 18 | 19 | 18 | 18 | 18 | 18 | 18 | 18 | 17 | 17 | 17 | 16 | 17 |
| Villarreal       | 20 | 20 | 20 | 12 | 14 | 14 | 15 | 17 | 19 | 16 | 18 | 16 | 13 | 11 | 12 | 14 | 15 | 13 | 13 | 14 | 15 | 14 | 14 | 16 | 16 | 16 | 16 | 16 | 16 | 16 | 17 | 17 | 17 | 18 | 18 | 18 | 18 | 18 |
| Tenerife         | 17 | 13 | 9  | 14 | 16 | 17 | 17 | 13 | 14 | 17 | 19 | 20 | 19 | 18 | 19 | 20 | 20 | 20 | 17 | 17 | 17 | 17 | 20 | 20 | 18 | 19 | 18 | 19 | 19 | 19 | 19 | 19 | 19 | 19 | 19 | 19 | 19 | 19 |
| Salamanca        | 16 | 19 | 10 | 17 | 11 | 12 | 8  | 11 | 13 | 14 | 12 | 15 | 16 | 16 | 18 | 17 | 18 | 18 | 19 | 20 | 18 | 18 | 17 | 17 | 19 | 20 | 20 | 20 | 20 | 20 | 20 | 20 | 20 | 20 | 20 | 20 | 20 | 20 |

### Promoción de permanencia
| Ida:           |     |                |
| CF Extremadura | 0-2 | Rayo Vallecano |
| Villarreal CF  | 0-2 | Sevilla FC     |

| Vuelta:        |     |                |            |
| Rayo Vallecano | 2-0 | CF Extremadura | Global:4-0 |
| Sevilla FC     | 1-0 | Villarreal CF  | Global:3-0 |

## Resultados
| Local \ Visitante         | ALV | ATH | ATM | BAR | BET | CEL | DEP | ESP | EXT | MLL | OVI | RAC | RMA | RSO | SAL | TEN | VAL | VLD | VIL | ZAR |
| ------------------------- | --- | --- | --- | --- | --- | --- | --- | --- | --- | --- | --- | --- | --- | --- | --- | --- | --- | --- | --- | --- |
| Deportivo Alavés          | —   | 1–2 | 2–0 | 1–4 | 0–0 | 2–0 | 2–1 | 1–1 | 0–1 | 2–0 | 2–2 | 0–1 | 1–1 | 2–1 | 1–0 | 3–1 | 0–1 | 2–0 | 2–1 | 1–0 |
| Athletic Club             | 5–0 | —   | 1–2 | 1–3 | 0–0 | 0–0 | 2–1 | 2–2 | 0–0 | 1–0 | 3–5 | 2–0 | 2–3 | 0–0 | 1–0 | 2–0 | 2–0 | 2–1 | 2–0 | 2–0 |
| Atlético de Madrid        | 3–0 | 0–0 | —   | 1–1 | 2–3 | 2–1 | 1–1 | 1–2 | 5–0 | 1–2 | 0–0 | 1–1 | 3–1 | 4–1 | 2–0 | 2–0 | 1–2 | 6–1 | 2–2 | 0–0 |
| F. C. Barcelona           | 7–1 | 4–2 | 0–1 | —   | 4–1 | 2–2 | 4–0 | 3–0 | 1–0 | 2–1 | 3–1 | 3–2 | 3–0 | 4–1 | 1–1 | 4–1 | 2–4 | 1–1 | 1–3 | 3–1 |
| Real Betis                | 1–0 | 1–4 | 0–0 | 0–3 | —   | 0–3 | 0–3 | 0–1 | 1–1 | 1–3 | 5–0 | 1–1 | 3–2 | 1–0 | 1–0 | 1–0 | 0–1 | 2–0 | 4–1 | 1–3 |
| R. C. Celta de Vigo       | 1–1 | 3–2 | 0–1 | 0–0 | 4–0 | —   | 0–0 | 2–0 | 5–1 | 4–2 | 6–2 | 3–0 | 5–1 | 2–2 | 1–0 | 2–0 | 2–2 | 0–0 | 4–1 | 2–0 |
| R. C. Deportivo La Coruña | 2–2 | 1–1 | 1–1 | 2–1 | 2–2 | 2–1 | —   | 1–0 | 1–1 | 1–1 | 4–0 | 1–2 | 4–0 | 0–1 | 1–0 | 2–0 | 1–0 | 3–0 | 2–1 | 2–1 |
| R. C. D. Espanyol         | 3–0 | 1–1 | 1–1 | 1–2 | 1–0 | 3–0 | 2–2 | —   | 0–0 | 1–0 | 2–1 | 1–1 | 0–0 | 0–0 | 4–0 | 2–1 | 2–1 | 0–2 | 1–1 | 2–1 |
| C. F. Extremadura         | 1–0 | 0–1 | 2–1 | 1–2 | 2–1 | 1–1 | 1–2 | 1–0 | —   | 1–0 | 0–1 | 0–3 | 1–5 | 1–0 | 1–1 | 1–0 | 1–0 | 0–0 | 2–2 | 0–2 |
| R. C. D. Mallorca         | 2–1 | 6–1 | 4–0 | 1–0 | 1–0 | 2–0 | 1–2 | 2–0 | 2–0 | —   | 0–0 | 1–1 | 2–1 | 1–0 | 1–0 | 1–1 | 0–1 | 1–0 | 1–0 | 1–0 |
| Real Oviedo C. F.         | 1–0 | 0–0 | 3–1 | 2–1 | 0–1 | 1–3 | 1–2 | 1–1 | 1–0 | 1–3 | —   | 1–0 | 1–0 | 2–1 | 3–2 | 0–1 | 2–2 | 0–0 | 0–0 | 1–2 |
| Racing de Santander       | 2–0 | 2–0 | 2–3 | 0–0 | 1–0 | 2–2 | 1–1 | 0–2 | 3–1 | 1–0 | 0–0 | —   | 1–3 | 0–1 | 4–1 | 0–0 | 0–1 | 0–2 | 1–2 | 2–4 |
| Real Madrid C. F.         | 3–2 | 0–1 | 4–2 | 2–2 | 0–1 | 1–2 | 3–1 | 2–0 | 2–0 | 2–1 | 2–1 | 2–2 | —   | 3–2 | 3–1 | 4–0 | 3–1 | 3–2 | 4–1 | 3–2 |
| Real Sociedad             | 2–1 | 3–1 | 3–2 | 0–2 | 1–0 | 2–0 | 2–0 | 1–2 | 2–0 | 0–1 | 3–3 | 2–0 | 3–2 | —   | 4–0 | 1–1 | 1–1 | 1–0 | 1–1 | 0–0 |
| U. D. Salamanca           | 1–0 | 2–1 | 2–1 | 1–4 | 1–3 | 1–1 | 3–1 | 2–3 | 2–1 | 0–0 | 1–1 | 1–2 | 1–1 | 0–1 | —   | 1–2 | 0–1 | 1–0 | 1–0 | 1–2 |
| C. D. Tenerife            | 1–2 | 0–1 | 1–0 | 2–3 | 3–2 | 0–2 | 1–1 | 0–0 | 1–1 | 1–1 | 0–2 | 2–2 | 2–3 | 2–2 | 1–0 | —   | 3–2 | 2–2 | 2–2 | 1–1 |
| Valencia C. F.            | 5–0 | 4–1 | 1–0 | 1–3 | 5–1 | 2–2 | 0–0 | 1–2 | 1–1 | 3–0 | 3–0 | 3–0 | 3–1 | 2–0 | 1–0 | 1–1 | —   | 0–1 | 1–0 | 1–1 |
| Real Valladolid           | 3–0 | 0–3 | 1–0 | 0–1 | 0–3 | 2–1 | 0–1 | 2–1 | 0–0 | 1–0 | 2–1 | 0–0 | 0–1 | 0–0 | 4–1 | 2–1 | 3–1 | —   | 1–0 | 1–1 |
| Villarreal C. F.          | 2–0 | 0–1 | 2–1 | 2–3 | 3–4 | 1–1 | 1–2 | 2–2 | 1–1 | 0–2 | 0–0 | 3–0 | 0–2 | 1–1 | 5–0 | 2–5 | 1–0 | 2–1 | —   | 1–1 |
| Real Zaragoza             | 1–1 | 2–0 | 2–0 | 2–0 | 2–2 | 0–1 | 3–1 | 0–3 | 3–1 | 0–1 | 1–0 | 3–1 | 3–4 | 1–1 | 2–0 | 3–1 | 1–4 | 2–0 | 4–0 | —   |

## Máximos goleadores (Trofeo Pichichi)
Con su mejor registro goleador en Primera División, 25 goles, Raúl logró el Trofeo Pichichi como máximo anotador del campeonato. El azulgrana Rivaldo, vio como el madridista le arrebataba el Pichichi gracias a dos dianas en la última jornada.

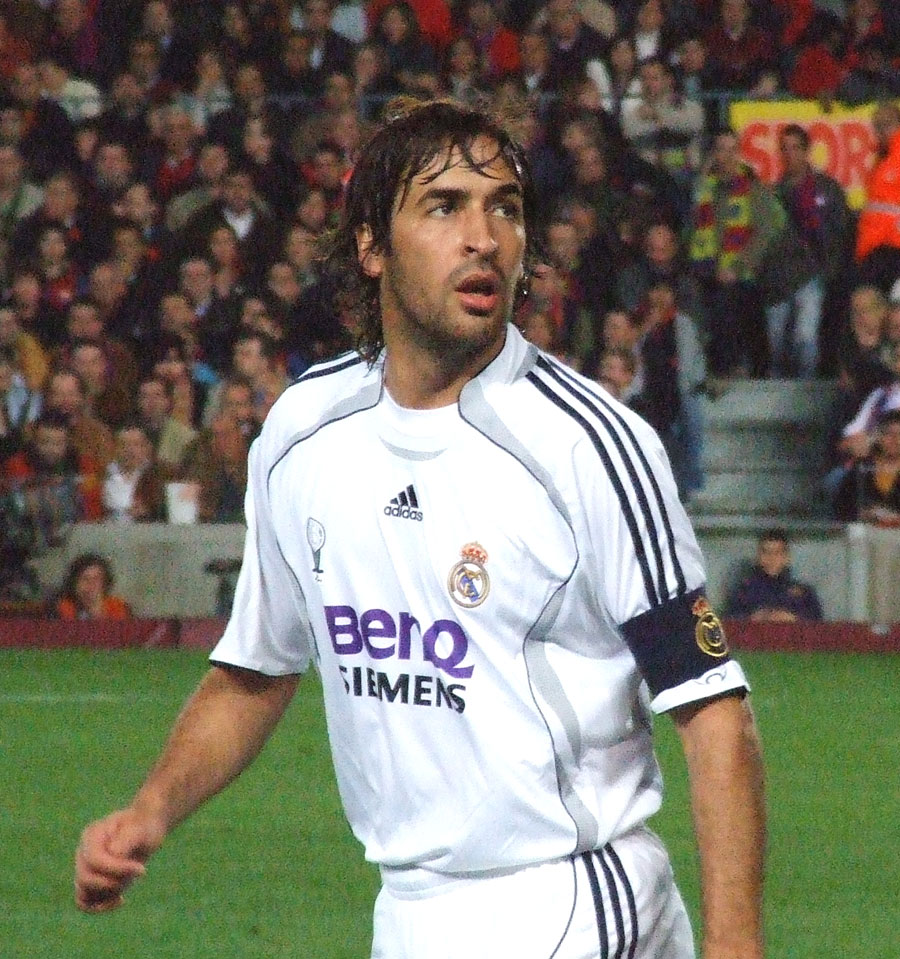
El madridista Raúl logró el primer Pichichi de su carrera.

| Pos. | Jugador                 | Equipo                 | Goles |
| ---- | ----------------------- | ---------------------- | ----- |
| 1º   | Raúl González           | Real Madrid            | 25    |
| 2.º  | Rivaldo                 | FC Barcelona           | 24    |
| 3.º  | Claudio López           | Valencia CF            | 21    |
| 4.º  | Fernando Morientes      | Real Madrid            | 19    |
|      | Julio César Dely Valdés | Real Oviedo            | 19    |
| 6.º  | Savo Milošević          | Real Zaragoza          | 17    |
| 7.º  | Ismael Urzaiz           | Athletic Club          | 16    |
|      | Darko Kovačević         | Real Sociedad          | 16    |
| 9.º  | Patrick Kluivert        | F. C. Barcelona        | 14    |
|      | Roy Makaay              | CD Tenerife            | 14    |
|      | Luboslav Penev          | Celta de Vigo          | 14    |
|      | 'Turu' Flores           | Deportivo de La Coruña | 14    |

## Otros premios

### Trofeo Zamora
Carlos Roa se convirtió en el primer futbolista argentino en ganar el premio al portero menos goleado del campeonato. Para optar al Trofeo Zamora como portero menos goleado fue necesario disputar 60 minutos en, como mínimo, 28 partidos.
| Pos. | Jugador            | Equipo                 | Goles | Partidos | Promedio |
| ---- | ------------------ | ---------------------- | ----- | -------- | -------- |
| 1º   | Carlos Roa         | RCD Mallorca           | 29    | 35       | 0,83     |
| 2.º  | Toni Jiménez       | RCD Espanyol           | 38    | 38       | 1,00     |
| 3.º  | Santiago Cañizares | Valencia CF            | 39    | 38       | 1,03     |
| 4.º  | Richard Dutruel    | Celta de Vigo          | 39    | 37       | 1,05     |
| 5.º  | Jacques Songo'o    | Deportivo de La Coruña | 40    | 37       | 1,08     |
| 6.º  | Alberto López      | Real Sociedad          | 41    | 37       | 1,11     |
|      | César Sánchez      | Real Valladolid        | 42    | 38       | 1,11     |
|      | Imanol Etxeberria  | Athletic Club          | 41    | 37       | 1,11     |
| 9.º  | Ruud Hesp          | F. C. Barcelona        | 42    | 37       | 1,14     |
| 10.º | Ronny Gaspercic    | CF Extremadura         | 37    | 31       | 1,19     |

1. ↑  «El Sporting de Gijón vuelve a Primera diez años después». Europa Press. 16 de junio de 2008. Consultado el 19 de diciembre de 2022.
2. ↑  Partidos en los que el guardamenta disputó, como mínimo, 60 minutos.

### Trofeo Guruceta
José Luis Prados García logró esta temporada al Trofeo Guruceta al mejor colegiado, entregado por el Diario Marca.
| Pos. | Árbitro (colegio)                | Puntos | Partidos | Cociente |
| ---- | -------------------------------- | ------ | -------- | -------- |
| 1º   | José Luis Prados García          | 24     | 17       | 1,44     |
| 2.º  | Antonio Jesús López Nieto        | 26     | 19       | 1,37     |
| 3.º  | José María García Aranda Encinar | 19     | 15       | 1,27     |

### Trofeo Zabaleta
El Diario Marca instituyó esta temporada un nuevo galardón para reconocer a la mejor afición, en función de los puntos otorgados en cada partido por los corresponsales del diario. El premio tomó su nombre en homenaje a Aitor Zabaleta, aficionado de la Real Sociedad que fue asesinado por aficionados radicales del Atlético de Madrid la temporada anterior.
| #   | Equipo              | Puntos |
| --- | ------------------- | ------ |
| 1.º | CF Extremadura      | 35     |
| 2.º | Celta de Vigo       | 30     |
|     | Racing de Santander | 30     |

### Trofeo EFE
El astro brasileño del F. C. Barcelona, Rivaldo, recibió este premio al mejor jugador iberoamericano.
| Pos. | Jugador          | Equipo         | Puntos |
| ---- | ---------------- | -------------- | ------ |
| 1.º  | Rivaldo          | F.C. Barcelona | 240    |
| 2.º  | Carlos Roa       | RCD Mallorca   | 236    |
| 3.º  | Fernando Cáceres | Celta de Vigo  | 229    |

### Premio Juego Limpio
A partir de esta temporada la Real Federación Española de Fútbol entrega el Premio Juego Limpio como reconocimiento a los equipos menos tarjeteados del campeonato. El CF Extremadura resultó el primer ganador.
| #   | Club           | Ptos |
| --- | -------------- | ---- |
| 1.º | CF Extremadura | 38   |
| 2.º | RCD Mallorca   | 45   |
| 3.º | RCD Espanyol   | 48   |